# تيموثي ج. كيتينغ
تيموثي ج. كيتنغ (بالإنجليزية: Timothy J. Keating)‏ (ولد في 16 نوفمبر 1948 في دايتون، أوهايو، الولايات المتحدة) فريق أول أمريكي متقاعد من بحرية الولايات المتحدة. خلال حياته المهنية شغل منصب قائد مجموعة الناقل الخامس والأسطول الخامس الأمريكي والقيادة الشمالية الأمريكية وقيادة دفاع الفضاء الجوي الأمريكية الشمالية والقيادة الأمريكية في المحيط الهادئ. تقاعد في 2009 بعد أكثر من 38 عاما من الخدمة. كان أول ضابط في البحرية يرأس القيادة الشمالية وقيادة دفاع الفضاء الجوي الأمريكية الشمالية.
شغل منصب رئيس فرع مهام الضباط الشباب للطيران من قيادة العسكريين العسكريين في واشنطن العاصمة ثم شغل منصب نائب القائد في الجناح الجوي الناقل السابع عشر في يناير 1991 المشارك في العمليات القتالية لدعم عملية عاصفة الصحراء من يو إس إس ساراتوغا.
عمل مع فرقة عمل جنوب غرب آسيا المشتركة في الرياض بالمملكة العربية السعودية. انتخب نائبا للقائد في الناقل الجوي الجناح التاسع على متن يو إس إس نيمتز إلى الخليج العربي.